# Rôni
Rôni (sinh ngày 28 tháng 4 năm 1977) là một cầu thủ bóng đá người Brasil.

## Đội tuyển bóng đá quốc gia
Rôni thi đấu cho đội tuyển bóng đá quốc gia Brasil từ năm 1999.

## Thống kê sự nghiệp
| Đội tuyển bóng đá Brasil | Đội tuyển bóng đá Brasil | Đội tuyển bóng đá Brasil |
| Năm                      | Trận                     | Bàn                      |
| ------------------------ | ------------------------ | ------------------------ |
| 1999                     | 5                        | 2                        |
| Tổng cộng                | 5                        | 2                        |